# Rodriguesophis
Rodriguesophis — рід змій родини полозових (Colubridae). Представники цього роду є ендеміками Бразилії. Рід названий на честь ьразильського герпетолога Мігеля Трефо Родрігеса.

## Види
Рід Rodriguesophis нараховує 3 види:
- Rodriguesophis chui (Rodrigues, 1993)
- Rodriguesophis iglesiasi (Gomes, 1915)
- Rodriguesophis scriptorcibatus (Rodrigues, 1993)